# Premi Lumière 1999
La cerimonia di premiazione della 4ª edizione dei Premi Lumière si è svolta il 16 gennaio 1999 ed è stata presieduta da Jean Reno.

## Vincitori
- Miglior film: La vita sognata degli angeli (La vie rêvée des anges), regia di Érick Zonca
- Miglior regista: Érick Zonca - La vita sognata degli angeli (La vie rêvée des anges)
- Miglior attrice: Élodie Bouchez - La vita sognata degli angeli (La vie rêvée des anges)
- Miglior attore: Jacques Villeret - La cena dei cretini (Le dîner de cons)
- Migliore sceneggiatura: Francis Veber - La cena dei cretini (Le dîner de cons)
- Miglior film straniero: La vita è bella, regia di Roberto Benigni